# 3 Generations
3 Generations —titulada Conociendo a Ray en Hispanoamérica y 3 Generaciones en España— es una película estadounidense de drama y comedia familiar, dirigida por Gaby Dellal, escrita por Nikole Beckwith y protagonizada por Elle Fanning, Naomi Watts, Susan Sarandon, Tate Donovan y Sam Trammell.

## Sinopsis
Ray, su madre Maggie, la abuela Dolly y la pareja de Dolly están en el médico recibiendo las instrucciones finales sobre la transición de género de Ray. Ray vive con su madre soltera, su dominante abuela lesbiana, Dolly, y la pareja de Dolly, Frances. Dolly piensa que sería más fácil si Ray fuera solo lesbiana, mientras que Maggie entiende que Ray es un hombre transgénero.
Ray está listo para comenzar con las inyecciones de testosterona y cambiar de escuela, pero necesita el consentimiento por escrito de ambos padres. El padre de Ray está ausente y Maggie tiene miedo de tomar una decisión tan permanente. Maggie localiza al padre de Ray, pero él quiere algo de tiempo para pensar. Culpar a la indecisión del padre Craig le da tiempo a Maggie para detenerse. Por su cuenta, Ray localiza a su padre para encontrarlo, casado y con tres hijos. También se entera de que Maggie se acostó con el hermano de Craig y que el "tío" Matthew podría ser su verdadero padre. Maggie es la razón por la que nunca tuvo un padre. Ray se siente engañado, solo y como si fuera a quedar atrapado en un cuerpo femenino para siempre.
La abuela Dolly decide que es hora de que los cuatro tengan un tío en la casa. Ahora apoya la transición de Ray a un chico. Matthew y Maggie hablan. Craig firma el formulario de consentimiento después de que Maggie también lo haga. Ray encuentra la felicidad.

## Reparto
- Elle Fanning es Ray
- Naomi Watts es Maggie.
- Susan Sarandon es Dolly.
- Tate Donovan es Craig.
- Sam Trammell es Matthew.
- Maria Dizzia es Sinda.
- Tessa Albertson es Spoon.
- Linda Emond es Frances.

## Producción
El 30 de octubre de 2014, Elle Fanning, Naomi Watts y Susan Sarandon se unieron al elenco, y el 18 y 25 de noviembre se unieron Tate Donovan y Sam Trammell, respectivamente.

## Lanzamiento
El 15 de mayo de 2015, The Weinstein Company adquirió los derechos de distribución de la película. La película fue estrenada el 18 de septiembre de 2015.

## Recepción
3 Generations recibió reseñas generalmente mixtas de parte de la crítica y de la audiencia. En el sitio web especializado Rotten Tomatoes, la película posee una aprobación de 31%, basada en 45 reseñas, con una calificación de 5.0/10 y con un consenso crítico que dice: "3 Generations desperdicia una premisa valiosa en una historia escrita de manera delgada que se enfoca en señales dramáticas a expensas de desarrollo genuino del personaje." De parte de la audiencia tiene una aprobación de 44%, basada en más de 2500 votos, con una calificación de 3.1/5.
El sitio web Metacritic le dio a la película una puntuación de 47 de 100, basada en 21 reseñas, indicando "reseñas mixtas o promedio". En el sitio IMDb los usuarios le asignaron una calificación de 5.9/10, sobre la base de 6711 votos, mientras que en la página web FilmAffinity la cinta tiene una calificación de 5.7/10, basada en 1528 votos.